# Vitula augerella
Vitula augerella är en fjärilsart som beskrevs av Herbert H. Neunzig 1990. Vitula augerella ingår i släktet Vitula och familjen mott. Inga underarter finns listade i Catalogue of Life.